# Helsingin jäähalli

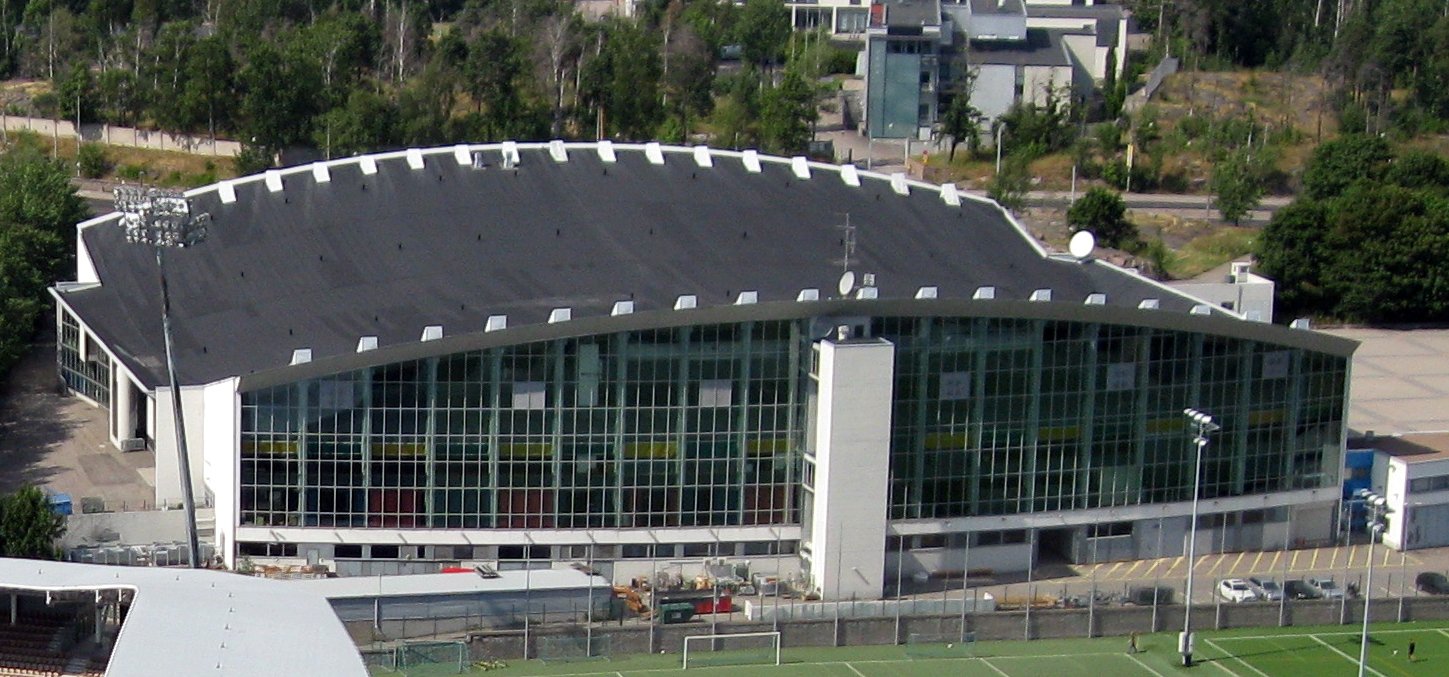
De hal langs buiten gezien.

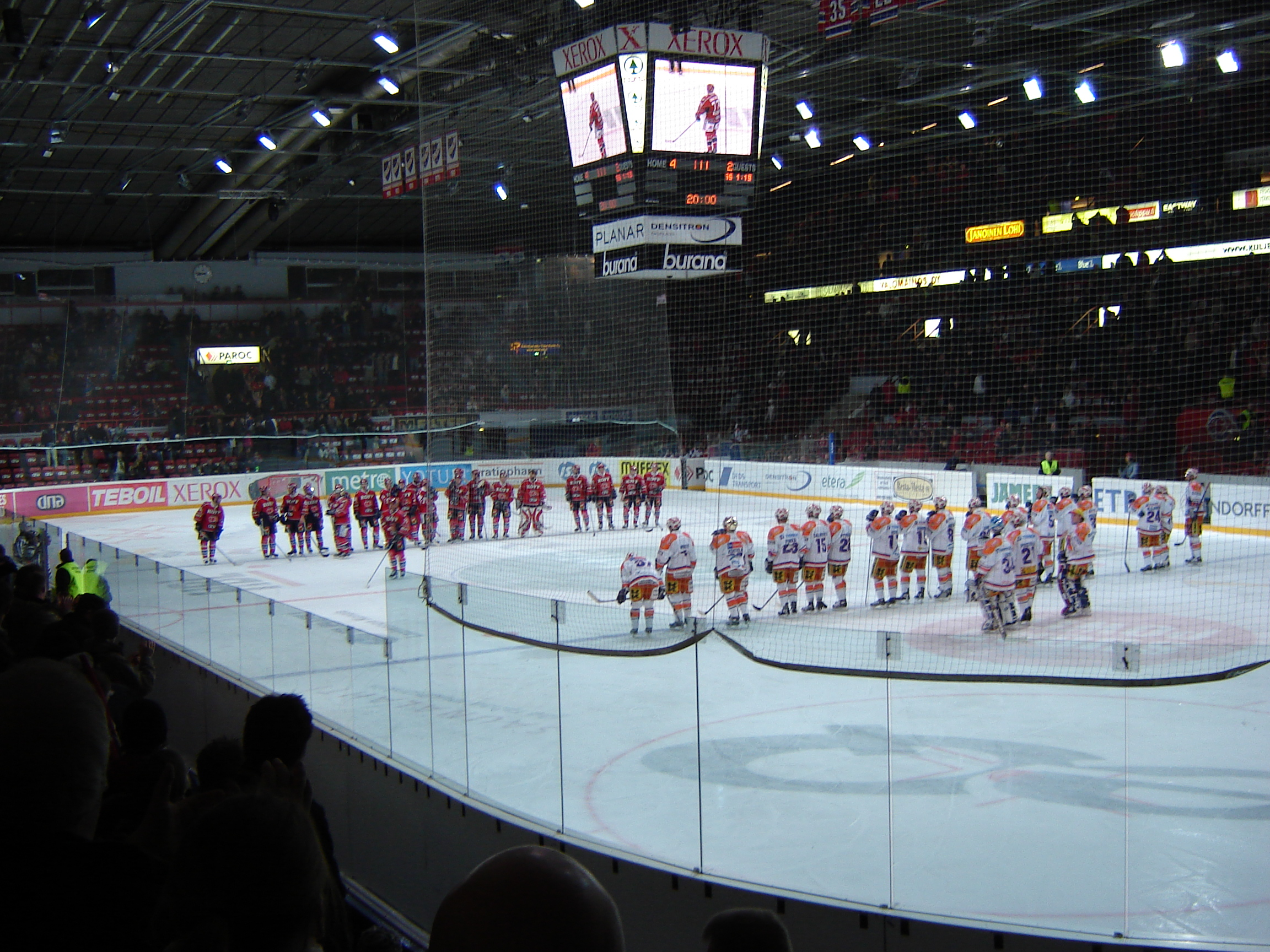
Een wedstrijd tussen HIFK en Tappara

De Helsingin jäähalli (Fins) of Helsingfors ishall (Zweeds) is een ijshal in Helsinki, Finland. De hal wordt voornamelijk gebruikt voor ijshockey en is de thuisbasis van HIFK. De hal is gebouwd in 1966 en biedt plaats aan 8200 toeschouwers.
Er worden ook concerten in de hal gegeven. Zo traden hier onder andere The Who, Guns N' Roses, Dire Straits en nog vele andere artiesten op.